# غريت ويلبرهم (كامبريدجشير)
غريت ويلبرهم (بالإنجليزية: Great Wilbraham)‏ هي قرية و أبرشية مدنية تقع في المملكة المتحدة في إنجلترا. يقدر عدد سكانها بـ 639 نسمة .